# Johann Joseph Anton Huber

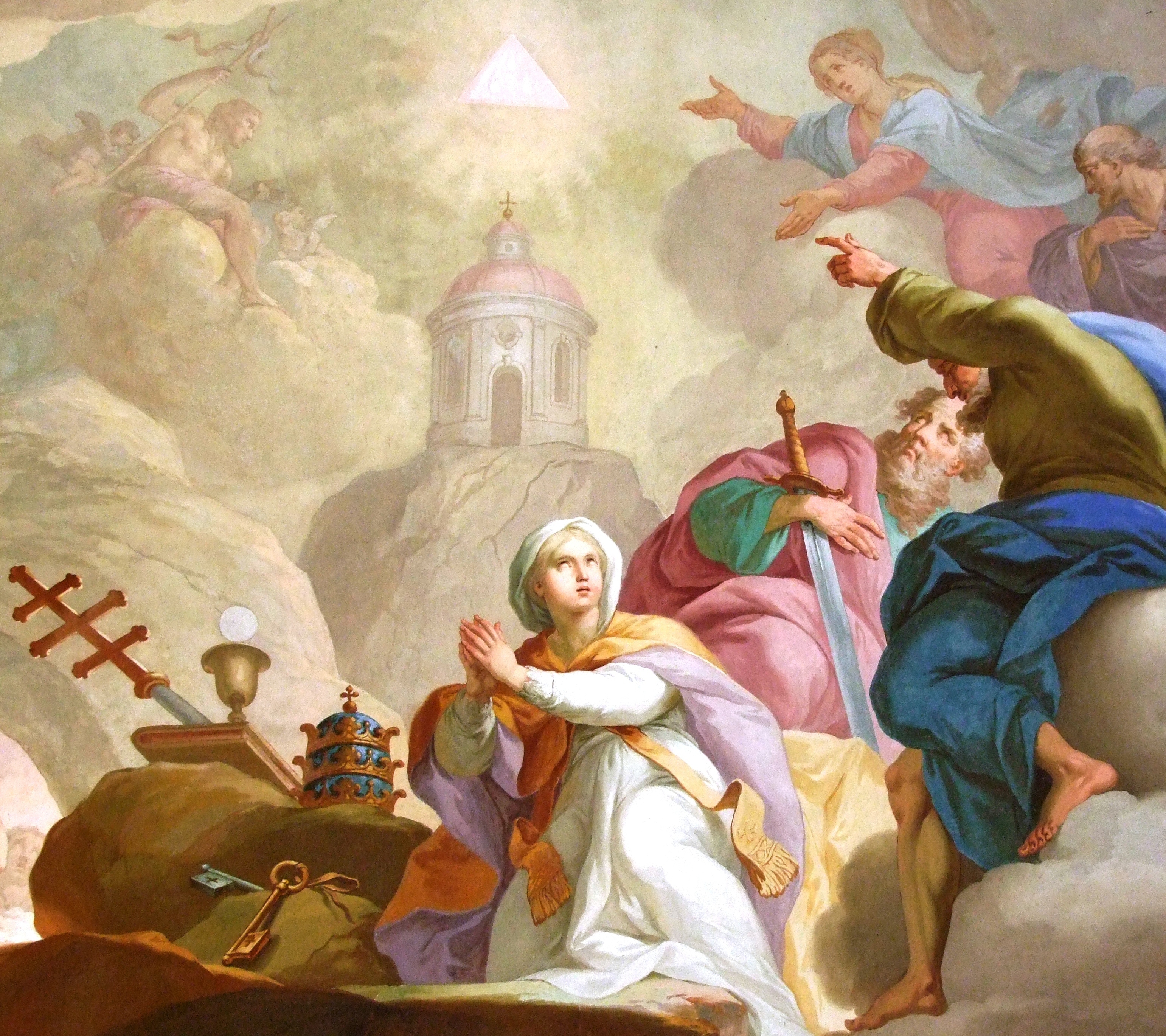
Ausschnitt aus einem Bild des Credo-Zyklus in der Klosterkirche
St. Georg, Ochsenhausen

Johann Joseph Anton Huber (* 22. Juni 1737 in Augsburg; † 26. Oktober 1815 ebenda) war ein Freskomaler des Spätbarock und späterer katholischer Direktor der Reichsstädtischen Kunstakademie Augsburg, heute ein Teil der Hochschule Augsburg.

## Leben

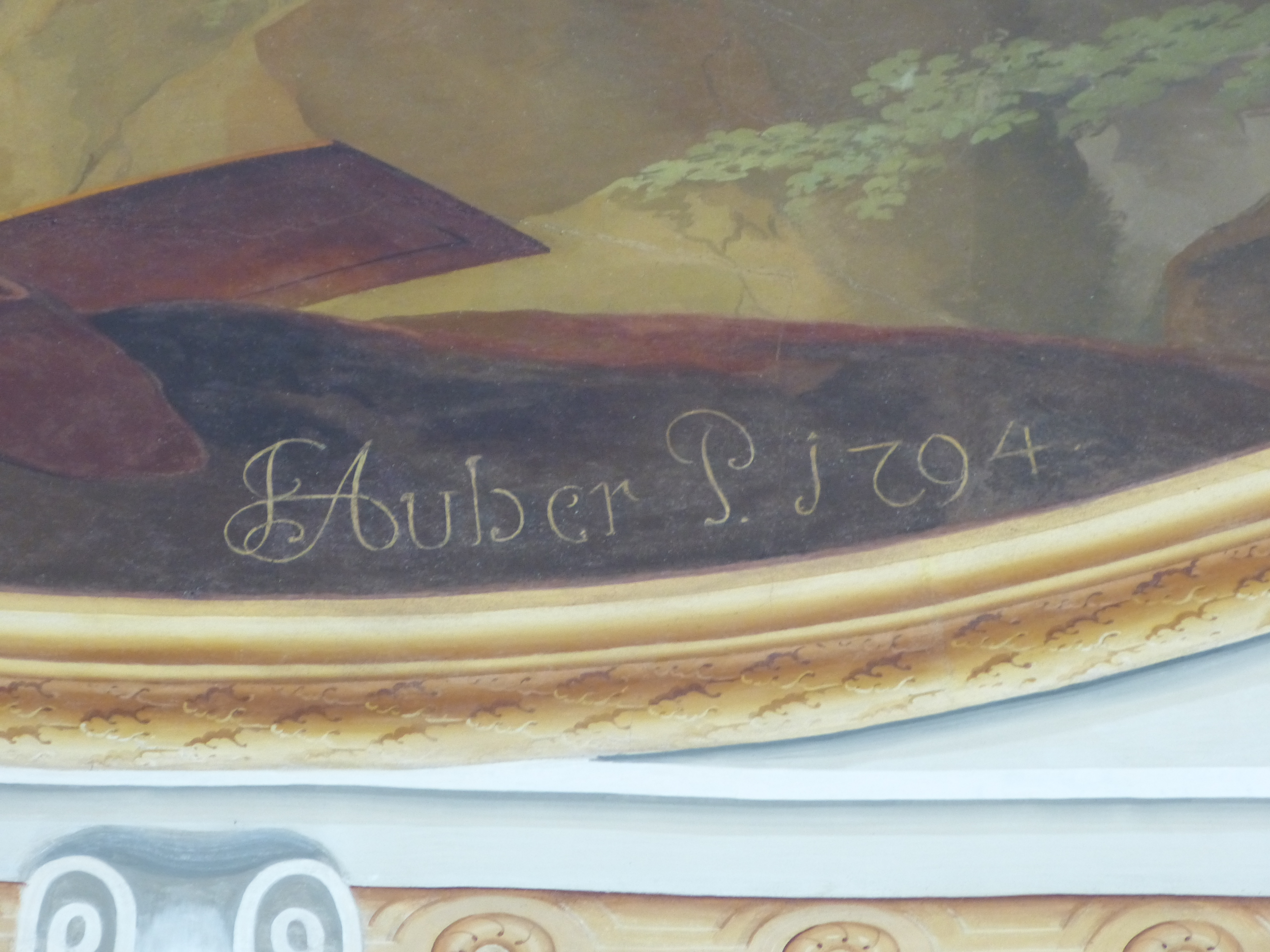
Signatur Hubers im Deckengemälde von St. Stephan, Haselbach

Huber wurde als Sohn des Weinwirts und Pächters des Gasthauses 3 Kronen in Augsburg geboren. Das Wirtshaus war durch die Fresken Johann Evangelist Holzers verziert. Im Alter von 19 Jahren heiratete der Schüler von Johann Georg Bergmüller im Jahre 1756 und erhielt im selben Jahr von der Augsburger Handwerkerzunft das Meisterrecht. Für das Jahr 1760 lässt sich als eines seiner ersten Werke das Gemälde Mantelspende des Heiligen Martin in St. Martin in Döpshofen, einem Teilort der Gemeinde Gessertshausen im Landkreis Augsburg, nachweisen. Nach dem frühen Tod des Künstlers Joseph Mages im Jahre 1768 übernahm Huber die Ausmalung der Abteikirche Mariae Himmelfahrt in Oberschönenfeld im Landkreis Augsburg.

### Direktor der Reichsstädtischen Kunstakademie

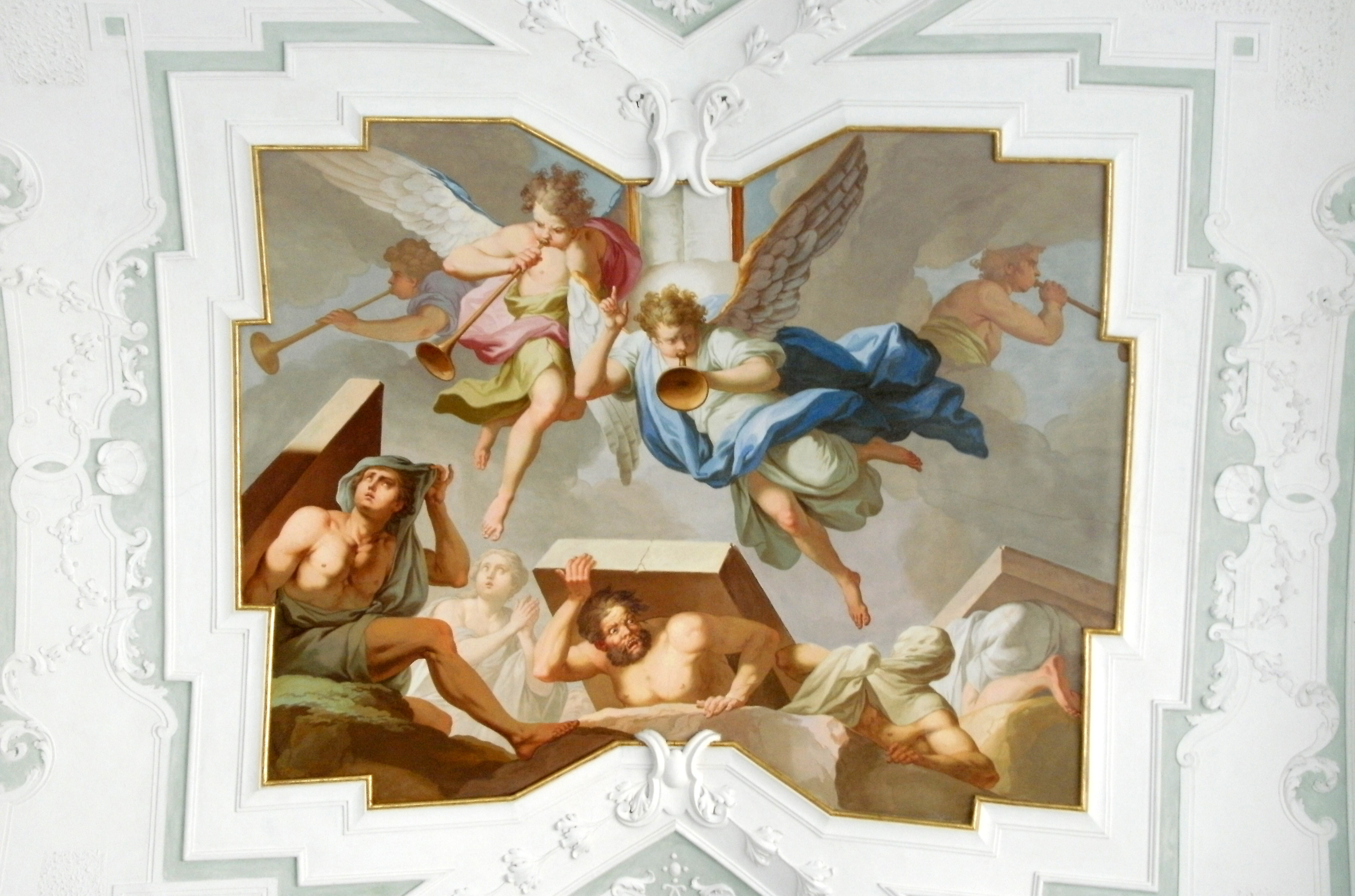
Auferstehung der Toten, Teil des Credo-Zyklus in der Klosterkirche
St. Georg, Ochsenhausen

Nach dem Ausscheiden des katholischen Direktors der Reichsstädtischen Augsburger Kunstakademie Matthäus Günther im Jahre 1784 wurde Huber zu dessen Nachfolger bestimmt. Ab diesem Jahr entstanden der Credo-Zyklus, ein Freskenzyklus in den beiden Seitenschiffen der Klosterkirche St. Georg in Ochsenhausen, und die Deckengemälde in Bibliotheksaal, Armarium und Kapitelsaal des Klosters Ochsenhausen. Diese Auftragsarbeiten wurden 1787 abgeschlossen. Bei den Fresken in St. Georg wird an den Einzelfiguren und an Vereinfachungen der Kompositionen erkennbar, dass Huber sich der Stilrichtung des Klassizismus annäherte, obwohl er den Stil des Rokoko bis in seine letzten Lebensjahre bevorzugte.

## Weitere Werke
Fresken- und Architekturmalereien im süddeutschen Raum:
- Deckengemälde Sturz des Phaeton und Verwandlung der Heliaden im Treppenhaus des Höhmannhauses, Augsburg (1764, restauriert 1934 und 1970)[1]
- Langhaus der Kobelkirche in Westheim bei Augsburg
- Gartenguthaus in Augsburg Schießgrabenstraße
- St. Michael Bad Wörishofen (Stockheim)
- St. Remigius, Bergheim
- St. Nikolaus von Tolentino, Schlipsheim
- Mariä Himmelfahrt, Täfertingen
- St. Cyriakus, Wiesensteig, Deckengemälde
- St. Stephan, Haselbach, Fresken (1794)[2]

zerstört:
- Deckenfresko in der Eingangshalle der Augsburger Stadtmetzg (1783; 1937 zerstört)
- Deckengemälde der Kirche St. Peter und Paul in Augsburg-Oberhausen (1797, 1944 zerstört)
- Altarbild in der alten Brunnhauskapelle in Bad Reichenhall, beim Stadtbrand 1834 zerstört